# Zito
José Ely de Miranda of kortweg Zito (Roseira, 8 augustus 1932 – Santos, 14 juni 2015) was een Braziliaans voetballer, actief van 1950 tot 1967. Als middenvelder speelde hij 46 maal voor het nationaal elftal.
Zito speelde nagenoeg zijn ganse loopbaan (1952-1967) bij Santos FC, waarmee hij tweemaal de Copa Libertadores (1962 en 1963) won. Die de Latijns-Amerikaanse tegenhanger is van de UEFA Champions League in Europa. Hij won tevens met de nationale ploeg van Brazilië de FIFA wereldbeker in Zweden (1958) en in Chili (1962). In de met 3-1 gewonnen finale van 1962 scoorde Zito tegen Tsjechoslowakije een van de beslissende doelpunten. Hij was een tijdgenoot van Pelé, zowel bij Santos als bij de nationale voetbalploeg.
Na zijn actieve loopbaan als speler was hij verantwoordelijk voor het jeugdbeleid van FC Santos.

## Erelijst

#### Santos
- Torneio Rio – São Paulo: 1959, 1963, 1964, 1966
- Campeonato Paulista: 1955, 1956, 1958, 1960, 1961, 1962, 1964, 1965, 1967
- Taça Brasil: 1961, 1962, 1963, 1964, 1965
- Copa Libertadores: 1962, 1963
- Intercontinental Cup: 1962, 1963

#### Brazilië
- Wereldkampioenschap voetbal: 1958, 1962